# Fostave Mabani
Fostave Mabani (Kinshasa, 10 april 2002) is een Belgisch voetballer die door Standard Luik wordt uitgeleend aan MVV Maastricht.  

## Carrière
Mabani genoot zijn jeugdopleiding bij RFC Malmundaria 1904, KAS Eupen en Standard Luik. In mei 2018 ondertekende hij er zijn eerste profcontract. Op 5 november 2020 nam Philippe Montanier hem op in de wedstrijdselectie voor de Europa League-groepswedstrijd tegen Lech Poznań, maar Mabani kwam uiteindelijk niet aan spelen toe.
In januari 2022 leende Standard hem voor de rest van het seizoen uit aan de Nederlandse eerstedivisionist MVV Maastricht, Eerder dat seizoen had MVV ook al Allan Delferriere, Mitchy Ntelo en Lucas Kalala gehuurd van Standard. Op 4 februari 2022 maakte Mabani zijn officiële profdebuut: in de competitiewedstrijd tegen VVV-Venlo (0-5-verlies) viel hij in de 73e minuut in voor Lars Schenk.

## Clubstatistieken
| Seizoen         | Club             | Land               | Competitie              | Competitie | Competitie | Beker | Beker | Supercup | Supercup | Europees | Europees | Totaal | Totaal |
| Seizoen         | Club             | Land               | Competitie              | Wed.       | Dlp.       | Wed.  | Dlp.  | Wed.     | Dlp.     | Wed.     | Dlp.     | Wed.   | Dlp.   |
| --------------- | ---------------- | ------------------ | ----------------------- | ---------- | ---------- | ----- | ----- | -------- | -------- | -------- | -------- | ------ | ------ |
| 2021/22         | Standard Luik    | Vlag van België    | Jupiler Pro League      | 0          | 0          | 0     | 0     | —        | —        | —        | —        | 0      | 0      |
| 2021/22         | → MVV Maastricht | Vlag van Nederland | Keuken Kampioen Divisie | 1          | 0          | 0     | 0     | —        | —        | —        | —        | 1      | 0      |
| Carrière totaal | Carrière totaal  | Carrière totaal    | Carrière totaal         | 1          | 0          | 0     | 0     | 0        | 0        | 0        | 0        | 1      | 0      |

Bijgewerkt op 8 februari 2022.